# Islamofobie

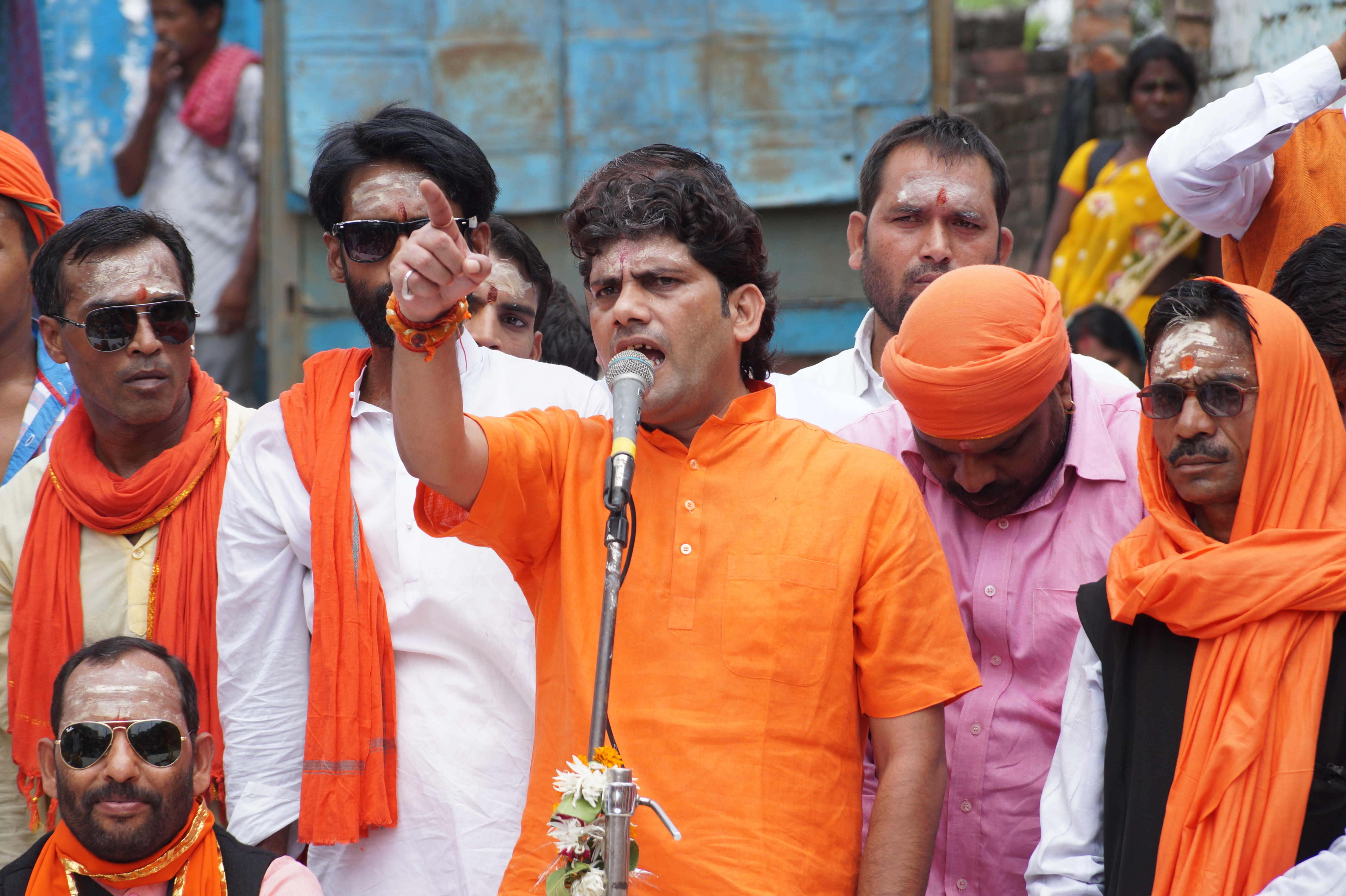
Hinduističtí nacionalisté v Indii oslavují zničení Báburovy mešity v roce 1992

Islamofobie je termín definovaný jako iracionální nebo chorobný strach, nenávist či předsudky vůči islámu, muslimům nebo jejich politice a kultuře.
Termín se poprvé objevil na začátku 20. století, uvádí jej například slovník Oxford English Dictionary, v němž je první použití v anglickém jazyce datováno rokem 1923. Dokument Rady Evropy z roku 2004 definuje islamofobii jako porušení lidských práv a hrozbu pro sociální soudržnost, ať už se jedná o denní formy rasismu a diskriminace, nebo o násilnější formy.
Zpráva britské organizace The Runnymede Trust z roku 1997 definuje islamofobii jako neoprávněné nepřátelství vůči islámu, nepřátelství a nespravedlivou diskriminaci vůči muslimům, směřované jak k jednotlivcům, tak komunitám, a vyloučení muslimů z hlavních politických a sociálních záležitostí. Tato zpráva zároveň upozorňuje na zásadní rozdíl mezi kritikou islámu a islamofobií.
Odpůrci termínu islamofobie z řad nových ateistů, jako například Christopher Hitchens nebo organizace Ateisté ČR, odmítají termín jako politický neologismus sloužící k nálepkování všech odpůrců islámu a dehonestaci jejich kritiky. Francouzský arabista Gilles Kepel tvrdí, že islamofobie je mystifikátorský termín vymyšlený islamistickým hnutím za účelem znemožnění jakékoliv kritiky islámu.
Termín islamofobie může být vnímán jako kontroverzní.

## Definice
Zpráva britského think-tanku zaměřeného na rasovou rovnost The Runnymede Trust popisuje „otevřené“ a „zavřené“ pohledy na islám, následujících osm uzavřených pohledů označuje za totožné s celkovým islamofobním pohledem:
1. Islám je vnímán jako monolitický blok, statický a nereagující na změny.
2. Islám je vnímán jako odloučený s charakteristikou „těch druhých“. Nemá společné hodnoty s ostatními kulturami, není ovlivněn jinými kulturami a neovlivňuje ostatní kultury.
3. Islám je vnímán jako podřadný Západu. Je vnímán jako barbarský, iracionální, primitivní a sexistický.
4. Islám je vnímán jako násilnický, agresivní, ohrožující, podporující terorismus a zúčastňující se střetu civilizací.
5. Islám je vnímán jako politická ideologie sloužící pro politický či vojenský prospěch.
6. Kritika Západu muslimy je bezmyšlenkovitě odmítána.
7. Nepřátelství vůči muslimům je používáno k ospravedlnění diskriminačních praktik vůči muslimům a vylučování muslimů ze společnosti.
8. Nepřátelství vůči muslimům je vnímáno jako přirozené a normální.

Tyto uzavřené názory pak kontrastují s otevřenými názory na islám, které když jsou založeny na respektu vůči islámu, umožňují legitimní nesouhlas, dialog a kritiku.

## Kritika
Francouzský filosof Alain de Benoist označil islamofoby za užitečné idioty islamistů. Jedním z cílů útoků islamistů je dle něj rozdmýchávání další islamofobie, kterou islamisté považují za upřednostňovaný „urychlovač radikalizace“. Tvrdí, že islamisté zbožňují islamofoby a jistě si přejí, aby jich bylo více, jelikož čím více muslimů se bude cítit nemuslimy odmítáno, tím více mohou doufat, že se jim je podaří přitáhnout na svou stranu.
Někteří komentátoři přirovnávají islamofobii k rasismu. Petr Kolář z Vancouveru v Neviditelném psu k tomu namítl, že mezi definicí rasy a náboženství jsou diametrální rozdíly a přívrženci islámu se vyskytují u příslušníků všech lidských ras, podobně jako se u více ras může vyskytovat kterákoliv jiná ideologie, takže přirovnávání k rasismu je dle něj naprosto nepatřičné a současnou islamofobii považuje za projevy pudu sebezáchovy. Někteří pak poukazují na zneužívání termínu k odmítání jakékoliv kritiky islámu. a udávání a obviňování kritiků islámu. Spisovatel a novinář Douglas Murray nazval islamofobii nesmyslným termínem, neboť strach z islámu není iracionální a existují důvodné obavy přinejmenším z některých aspektů islámu. Francouzský neokonzervativní esejista Guy Milliere z Gatestone Institute upozorňoval na údajnou snahu evropských politických elit předstírat, že islámští teroristé jsou duševně narušení a na neochotu těchto politiků zasáhnout jak proti těmto teroristům, tak i proti islamistům z obavy, že přijdou o hlasy muslimských voličů. Tvrdil, že vytvářejí tzv. „evropský islám“, neexistující nikde jinde na světě, a že začaly být přepisovány učebnice, v nichž byly pasáže o prvotních útocích muslimů proti nemuslimským státům nahrazeny pasážemi o tom, jak údajně Evropané vyrabovali islámský svět. Podle mykologa Jana Borovičky nelze v praxi islamofobii odlišit od prosté kritiky islámu.

## Projevy islamofobie

### Asie
Barmská vůdkyně Aun Schan Su Ťij v září 2017 obhajovala postup myanmarské armády, která prováděla etnické čistky vůči muslimské menšině Rohingyů. Podle Su Ťij se jednalo o protiteroristickou operaci, jelikož se Rohingové dopustili masakrů barmských hinduistů.

### Evropa
| \| Negativní postoj k muslimům, 2019[26] \| Negativní postoj k muslimům, 2019[26] \| Negativní postoj k muslimům, 2019[26] \| Negativní postoj k muslimům, 2019[26] \| Negativní postoj k muslimům, 2019[26] \| \| ------------------------------------- \| ------------------------------------- \| ------------------------------------- \| ------------------------------------- \| ------------------------------------- \| \| Země \| \| \| Procent \| \| \| Slovensko \| Slovensko \| \| 77 % \| 77 % \| \| Polsko \| Polsko \| \| 66 % \| 66 % \| \| Česko \| Česko \| \| 64 % \| 64 % \| \| Maďarsko \| Maďarsko \| \| 58 % \| 58 % \| \| Řecko \| Řecko \| \| 57 % \| 57 % \| \| Litva \| Litva \| \| 56 % \| 56 % \| \| Itálie \| Itálie \| \| 55 % \| 55 % \| \| Španělsko \| Španělsko \| \| 42 % \| 42 % \| \| Švédsko \| Švédsko \| \| 28 % \| 28 % \| \| Francie \| Francie \| \| 22 % \| 22 % \| \| Rusko \| Rusko \| \| 19 % \| 19 % \| \| Spojené království \| Spojené království \| \| 18 % \| 18 % \| |                    |  |         |      |
| Negativní postoj k muslimům, 2019 |                    |  |         |      |
| Země |                    |  | Procent |      |
| Slovensko | Slovensko          |  | 77 %    | 77 % |
| Polsko | Polsko             |  | 66 %    | 66 % |
| Česko | Česko              |  | 64 %    | 64 % |
| Maďarsko | Maďarsko           |  | 58 %    | 58 % |
| Řecko | Řecko              |  | 57 %    | 57 % |
| Litva | Litva              |  | 56 %    | 56 % |
| Itálie | Itálie             |  | 55 %    | 55 % |
| Španělsko | Španělsko          |  | 42 %    | 42 % |
| Švédsko | Švédsko            |  | 28 %    | 28 % |
| Francie | Francie            |  | 22 %    | 22 % |
| Rusko | Rusko              |  | 19 %    | 19 % |
| Spojené království | Spojené království |  | 18 %    | 18 % |

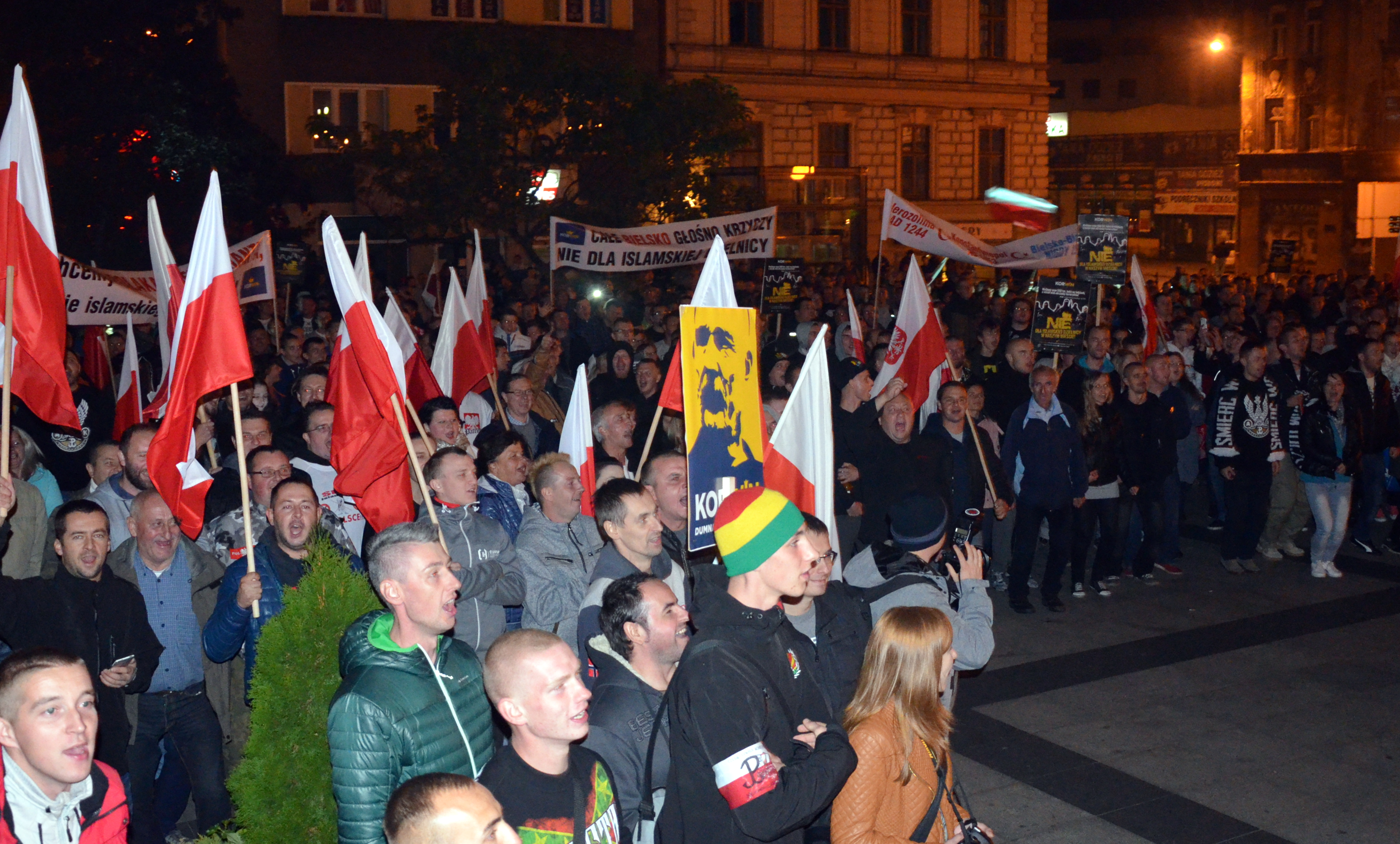
Protiislámská demonstrace v Polsku v červenci 2015

V Evropě došlo k nárůstu islamofobie během migrační krize a následné diskuzi o přistěhovalectví a názory požadující odmítání, zejména islámských, migrantů.
Za islamofobní organizace jsou označovány anglická English Defence League, německá PEGIDA nebo česká Islám v České republice nechceme.
V reakci na čin islamistických teroristů, kteří 7. ledna 2015 vyvraždili většinu členů redakce francouzského satirického týdeníku Charlie Hebdo, vyšel v Reflexu článek od Jiřího X. Doležala v němž jeho autor vyzývá v Evropě k zákazu islámu.
20. června 2015 proběhla ve slovenské metropoli Bratislavě demonstrace proti „islamizaci do Evropy“. Po jejím skončení napadli extremisté poblíž bratislavského hlavního nádraží saúdskoarabskou rodinu s kočárkem, která na Slovensko přicestovala na doktorskou promoci svého člena.
Krátce po půlnoci 19. června 2017 najel řidič dodávky do davu muslimů, oslavujících ramadán v londýnské čtvrti Finsbury Park. Jeden člověk byl při útoku zabit a nejméně 10 dalších zraněno.

### Česká republika
V České republice došlo například k odmítnutí vybudování mešity v Teplicích, odůvodněné strachem z přílivu terorismu.[zdroj?] V říjnu 2006 konala Národní strana na Václavském náměstí protestní akci s názvem Spalme muslimskou nenávist.  I přesto, že organizátoři akce odmítli, že by její charakter byl protiislámský, lákaly na ni letáky s karikaturou muslimů. Proti islámu v České republice vystupuje sdružení Islám v České republice nechceme (IVČRN), které je podle zdrojů Šádího Shanaáha zastřešeno stejnými osobami, jako založili hnutí CZDL.. Podle Ministerstva vnitra někteří tzv. islamofobní aktivisté přistoupili k přímým provokacím (např. rozlití prasečí močůvky na Letné před muslimskou modlitbou nebo údajné zakopání prasečích hlav na pozemcích v blízkosti Teplic určených k prodeji muslimům). Tzv. islamofobové argumentují mimo jiné aktivitami tzv. Islámského státu, o němž tvrdí, že prý proti jeho činům nejsou v Koránu argumenty.[zdroj?] Jejich názor ale vyvrací mnoho muslimských autorit, které mnohokrát slovy Koránu jednání islámského státu odsoudily. Odpůrci islamofobie pro změnu v diskusích tvrdí, že s každým lze vyjít, svobodu vyznání garantuje ústava a lidé mají být souzení za činy co spáchali ne za víru. Část veřejnosti požaduje, aby Česká republika přijala uprchlíky ze Sýrie. U větší části veřejnosti a některých politiků to vzbuzuje obavy, že by se mezi těmito uprchlíky ocitli také islamisté a teroristé. Islamofobové odmítají přijímání imigrantů muslimského vyznání.
V lednu 2015 zveřejnil poslanec Tomio Okamura na svém facebookovém profilu text obsahující výzvy obtěžování muslimů a k bojkotu muslimských prodejen, protože nakupováním jejich zboží podle jeho názoru dochází k podpoře islamizace Evropy.
Dne 16. ledna proběhla na Hradčanském náměstí v Praze manifestace proti islámu, kterou organizovalo hnutí Islám v České republice nechceme vedené Martinem Konvičkou. Počet účastníků akce se dle zpráv médií pohyboval od 400 do pozdějších 2 000 lidí. Demonstrace se účastnili také zástupci parlamentních stran Úsvit a ODS. Diplomatičtí zástupci z Organizace islámské spolupráce následně odsoudili nárůst islamofobie v Česku.
Organizace IVČRN je pravidelně zmiňovaná ve zprávách o extremismu publikovaných ministerstvem vnitra v kapitole týkající se krajní pravice. Podle odborníků na extremismus se IVČRN koncentruje na kyberšikanu. Ministerstvo vnitra hnutí IVČRN/CZDL připisuje i vylití prasečí moči na místo modlitby.
V březnu 2015 policie zatkla českobudějovického studenta, který pod přezdívkou Karel Islám hrozil bombovými útoky veřejným osobnostem i například studentce, která na internetu obhajovala islám. Kvůli jeho výhrůžkám bylo podle vyjádření policie ve Zlíně evakuováno 1 800 lidí.
Lidé takzvaně bojující proti islámu posílají výhrůžné dopisy Organizaci pro pomoc uprchlíkům. Této organizaci také někdo zaslal podezřelou obálku s bílým práškem. Zasahovat musela chemická jednotka hasičů.
V dubnu 2015 lidé odvolávající se na organizaci Pro-Vlast polili v Hradci Králové stánek s kebabem nějakou zapáchající tekutinou (údajně se mělo jednat o prasečí krev) a polepili plakáty.

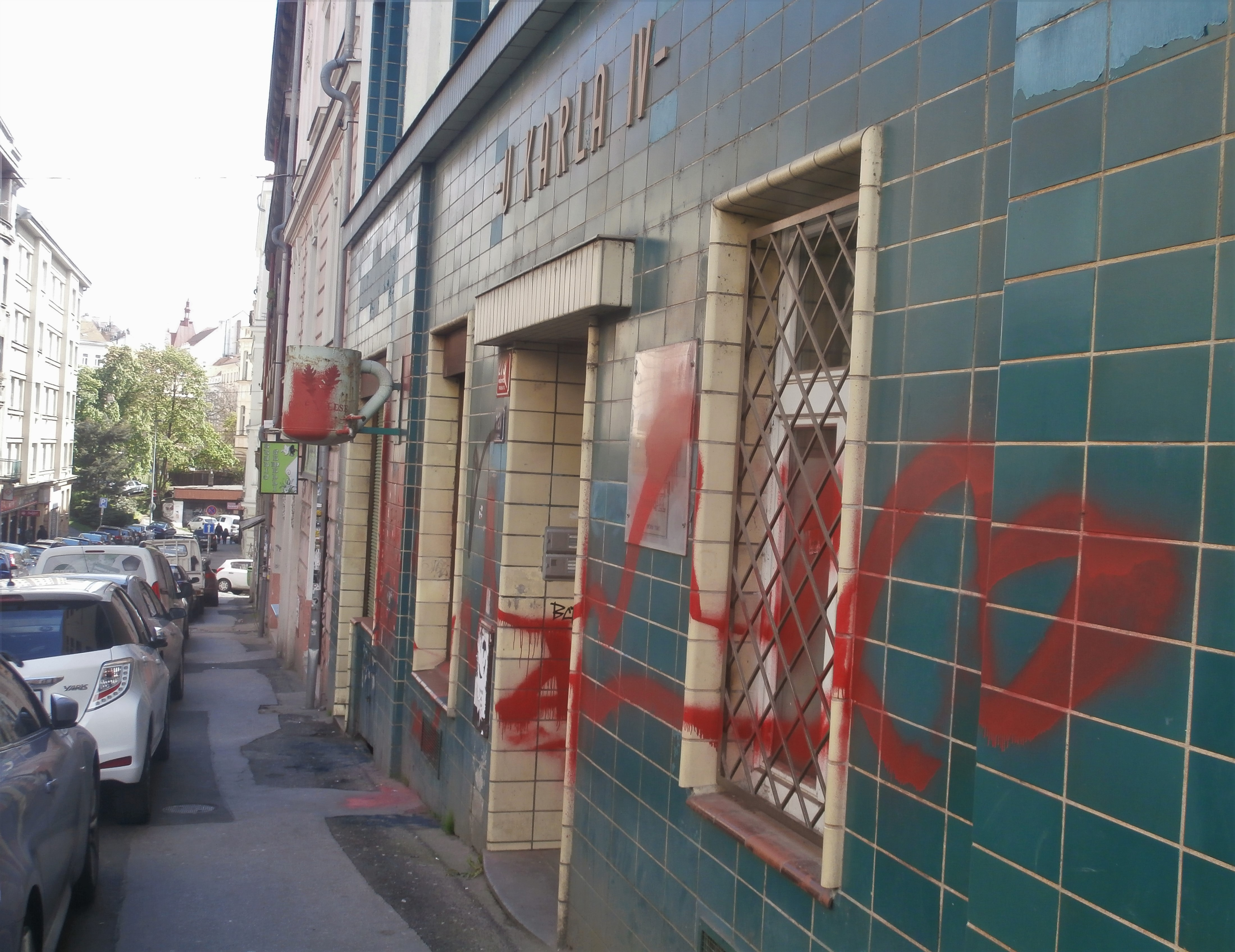
Kavárna „V lese“ v pražské Krymské ulici po vandalském útoku.

V červnu 2015 v Brně chtěl v supermarketu muslimce českého původu útočník strhnout šátek a pokřikoval na ni, že jí uřízne hlavu. Útoky a verbální napadání se netýkají jen muslimek, někdy jsou obětí i Češky, které mají na hlavě šátek. V říjnu 2015 se cílem verbálních islamofobních útoků stala i herečka Holubová, která si na zpocenou hlavu od paruky dala šátek a vyfotila se s afghánským kamarádem.
Ve 3 hodiny ráno 13. listopadu došlo k vandalskému útoku na brněnskou mešitu. Dva pachatelé, muž a žena, ji postříkali pravděpodobně motorovým olejem. Jedná se již o několikátý incident podobného typu v Brně.
Dne 30. ledna 2016 dva útočníci ozbrojení nožem měli údajně napadnout jednačtyřicetiletého syrského občana v pražských Vršovicích. Podle jeho tvrzení mu výtržníci před útokem nadávali kvůli jeho muslimskému vyznání. Policie případ vyšetřovala jako rasově motivovaný útok. Po třech měsících vyšetřování policie případ odložila s odůvodněním, že ke spáchání trestného činu nedošlo. Policie z kamerových záznamů zjistila, že údajně poraněný muslim se vracel domů nezraněn a ani na jeho bundě se nenašla žádná krev. Případ již od počátku provázely pochybnosti o pravdivosti tvrzení Syřana, který se mohl bodnout i sám; v reakci na rozhodnutí policie pak oznámil, že se odvolávat nebude.
V noci ze dne 23. na 24. března 2016 došlo na několika místech v Praze k sprejerským vandalským útokům na kavárny a jiná místa podporující vládní agenturu HateFree Culture, která vystupuje proti xenofobii a strachu z islámu. Zdi budov byly pomalovány neonacistickými a protiuprchlickými hesly a symboly.
Policie ČR v únoru 2018 zadržela muže, jenž v létě předchozího roku zapříčinil dvě srážky vlaků se stromem na Mladoboleslavsku, když nařízl stromy, které pak padly na železniční tratě. Na obou místech byly nalezeny arabské vzkazy psané latinkou. Policie muže obvinila z teroristického útoku a navíc i z vyhrožování teroristickým útokem, neboť rozšiřoval letáky obsahující zkomolené výhrůžné texty, jež měly vzbudit dojem, že jejich autorem byl vyznavač džihádu plánující teroristické útoky v Česku. O první z obou nehod a nalezeném arabském vzkazu šířil zprávy na sociálních sítích rovněž antiislámský aktivista Martin Konvička.

### Severní Amerika

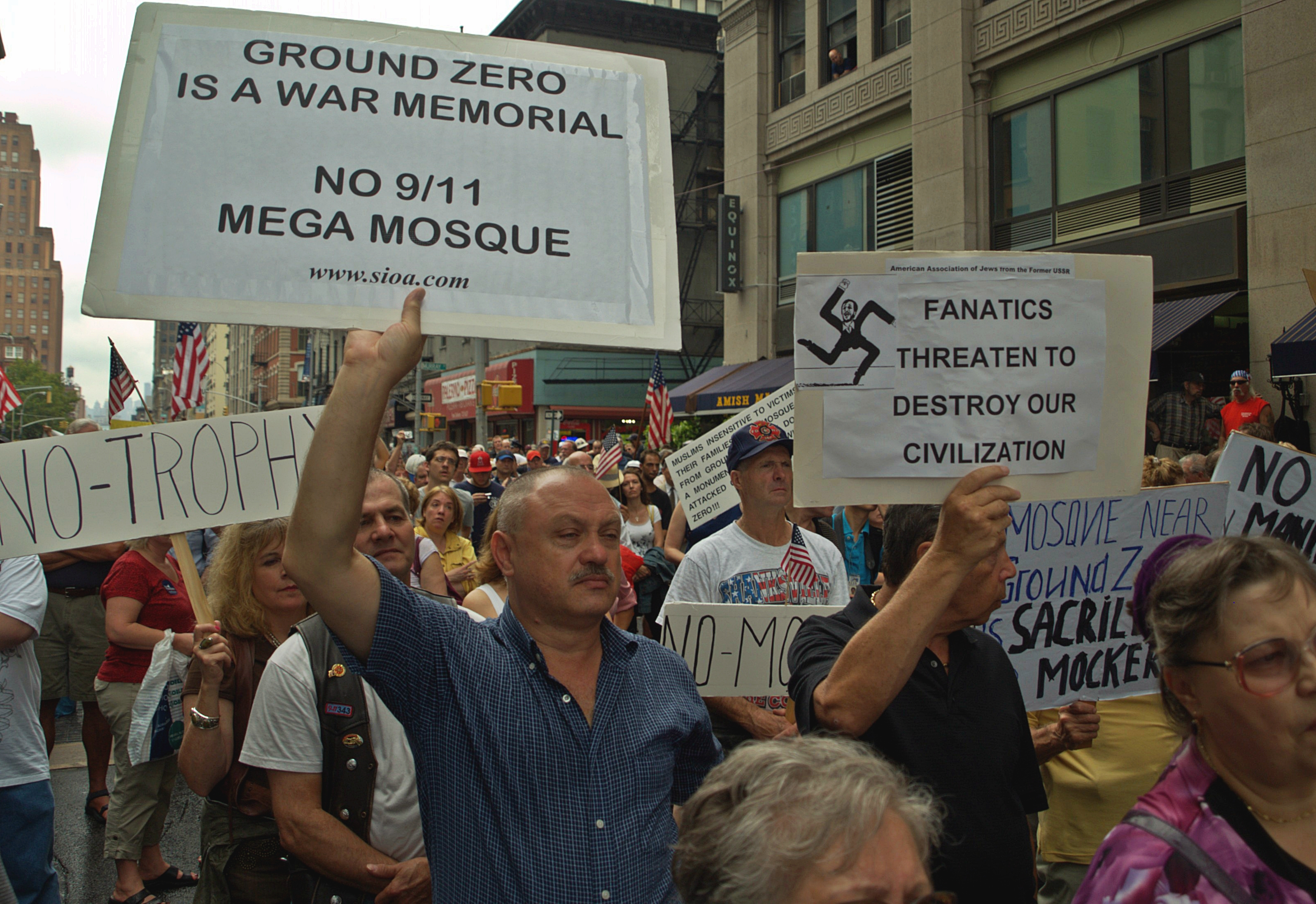
Demonstrace proti stavbě islámského centra a mešity v blízkosti newyorského Ground zero v roce 2010

Projevy označované, muslimy a podporovateli islámu, za údajnou islamofobii zaznamenaly nejen v USA velký nárůst zejména po teroristických útocích 11. září 2001, po kterých vzrostl počet útoků na muslimy v Spojených států amerických. Jednou z prvních obětí těchto útoků byl Balbir Singh Sodhi, sikhský vlastník benzínové čerpací stanice ve státě Nevada. Sodhi byl zastřelen 15. září 2001 motivem útočníka byla odveta za zmíněné teroristické útoky.
5. srpna 2012 zaútočil neonacista Wade M. Page na sikhy shromážděné ve svatyni ve městě Oak Creek ve státě Wisconsinu. Při útoku zavraždil šest lidí. Sikhové jsou kvůli svému vzhledu zejména nošení turbanu a dlouhých vousů často zaměňováni za muslimy.
Americký podnikatel Donald Trump během své prezidentské kampaně v roce 2015 uvedl, že bude prosazovat povinnou registraci muslimů v USA. 7. prosince 2015 v reakci na střelbu v San Bernardinu prohlásil, že požaduje kompletní uzavření USA pro lidi muslimského vyznání. Ministerstvo obrany Spojených států amerických označilo jeho výrok za ohrožení národní bezpečnosti.
30. ledna 2017 vtrhl ultrapravicový útočník Alexandre Bissonnette do mešity v kanadském městě Québec, kde zavraždil šest lidí a další zranil.
26. května 2017 pětatřicetiletý Američan Jeremy Joseph Christian v příměstském vlaku v Portlandu slovně napadl dvojici mladých dívek, které považoval za muslimky. Poté, co se dívek spolucestující zastali, obrátil agresi proti nim. Útočník vážně pobodal tři lidi, přičemž dva z nich útok nepřežili.
Roku 2022 přinesl Religion News Service výsledky průzkumu, podle něhož jsou (zejména bílí) američtí muslimové velmi kritičtí ke svým vlastním souvěrcům.

### Austrálie a Nový Zéland
14. března 2019 spáchal australský neonacista Brenton Tarrant sérii útoků na mešity v novozélandském městě Christchurch. Při útocích bylo zabito 50 lidí a desítky dalších byly zraněny.